# Los Romeros de la Puebla
Los Romeros de la Puebla (1968-2011) es un grupo de sevillanas procedente de La Puebla del Río, pueblo andaluz de Sevilla (España), forman en el momento actual el conjunto más destacado y a la vez más discutido en el difícil arte de la interpretación de las sevillanas.
Considerados los mejores por su veteranía y calidad de voces, son los padres de las Sevillanas, halagados y respetados por todos sus compañeros del género.
Es un grupo musical, intérprete de canción andaluza, principalmente sevillanas, aunque se defienden bastante bien en otros estilos como la canción, el pasodoble o la rumba.

## Trayectoria artística
En La Puebla del Río (provincia de Sevilla), en el margen derecho del Guadalquivir, en tierra de marismas, de artistas, de toros, de devoción y peregrinación mariana a la Virgen del Rocío Nacieron allá por el año 1968 al mundo discográfico un grupo llamado Los Romeros de la Puebla.
Creadores de un estilo propio, tanto en el cante como en su puesta en escena, ataviados con traje campero y zahones, siempre mantuvieron la misma formación desde su comienzo. Podemos decir, sin lugar a dudas, que ellos son los padres actuales de las sevillanas, ya que están considerados como los mejores dentro del género.
Sus integrantes son José Manuel Moya, Juan Díaz, José Angulo y los hermanos Faustino y Manuel Cabello, vecinos del pueblo sevillano de Puebla del Río”. Su nombre proviene del calificativo que se da a los peregrinos que anualmente hacen el camino desde distintos sitios de España para asistir a la romería de la Virgen del Rocío en Almonte (Huelva).
Si bien comenzaron a cantar en plan amateur en 1966, su primer disco hace aparición en el mercado en 1968, bajo el sello discográfico Hispavox, y desde entonces Los Romeros de La Puebla no han faltado ningún año a su cita anual (cada intérprete suele lanzar su disco de sevillanas una vez al año, con anterioridad a la Feria de Abril de Sevilla).
Además de sus discos anuales, Los Romeros han intercalado numerosos discos temáticos, por lo que su producción a lo largo de 42 años les hace ser el grupo de sevillanas más prolífico, lo cual no impide que sus canciones gocen de una calidad reconocida año tras año por sus fieles seguidores.
En 2006, con motivo de su 40 aniversario, la SGAE (Sociedad General de Autores y Editores) les hizo entrega de tres discos de diamante, por la venta de 3 millones de copias.
Los Romeros de La Puebla siguieron la estela iniciada por los pioneros de las sevillanas, Los Hermanos Toronjo, Los Hermanos Reyes y Los Giraldillos, convirtiéndose por su calidad en el santo y seña de los grupos de sevillanas.
Entre los autores más destacados que ha dado poesía a sus temas tenemos destacan Aurelio Verde, Joaquín Sánchez Morales, Martín Vega Sanz, Paulino González, Paco Coria, José González de Quevedo, Juan de Dios Pareja Obregón y Manuel Garrido. La gran mayoría de composiciones musicales son efectuadas por José Manuel Moya y Juan Díaz, ambos componentes del grupo.
Además de grabar discos y recorrer medio mundo en sus conciertos, el grupo ha hecho cine ("Sevillanas" de Carlos Saura) y teatro ("Mayorales" de Salvador Távora).
Los Romeros de La Puebla cuentan con un récord Guinness, por ser el grupo musical que más años lleva activo en el ámbito mundial con sus integrantes originales.
El 25 de febrero de 2011 se les concede la Medalla de la Provincia de Sevilla. El 7 de octubre de 2018 son nombrados hijos predilectos de su localidad natal, La Puebla del Río.
El 28 de febrero de 2024, reciben la Medalla de las Artes de Andalucía, siendo una medalla muy especial, y esperada, reconociendo por fin su trayectoria en el arte de la música y el haber llevado el nombre de Andalucía por el mundo.

## Discografía
- 1968-Sevillanas
- 1969-De Sevilla a la Marisma
- 1970-Sevillanas con duende
- 1970-Fandangos rumbas
- 1971-Andalucía por sevillanas
- 1972-Sevillanas'72
- 1973-Sevillanas'73
- 1973-El angelus, Fue novia de un marinero, Llorara, Calor, El peregrino
- 1974-Sevillanas'74
- 1975-Sevillanas'75
- 1975-Canciones
- 1976-Sevillanas'76
- 1977-...Y se llama Andalucía
- 1978-Sevillanas para una nueva Andalucía
- 1978-Misa de Alba en las marismas
- 1979-Sevillana es la copla...
- 1979-Tierra del sur
- 1980-Sin fronteras
- 1981-Noche de amor
- 1981-Sevillanas de la cerveza San Miguel
- 1982-Guadalquivir de coplas
- 1983-Estampas del sur
- 1983-Con alma homenaje a poetas Andaluces
- 1984-Tierra firme
- 1985-Es mi camino
- 1985-Presenta:Rocío
- 1986-Canto a mi tierra
- 1987-Después de 20 años
- 1987-Canto al amor
- 1987-Cantando a Roney
- 1988-Siempre amanece
- 1989-Con amor a mi tierra
- 1990-No te olvidaré
- 1990-Esos tiempos que se fueron
- 1991-Orilla de cantares
- 1992-Romeros de la Puebla 92
- 1993-Volviendo a soñar
- 1994-A ti Sevilla
- 1994-Camino de vuelta
- 1995-Tiempo de primavera
- 1996-Perfiles de mi tierra
- 1997-30 años de Romeros
- 1998-Dejando huella
- 1998-Cantando a la vida
- 1999-Baila con nosotros
- 2000-La Marisma me llama
- 2001-A caballo por la feria
- 2002-Cenicienta gitana
- 2003-Que se habrá creído el tiempo
- 2003-Sinfonía Marismeña
- 2004-Con mi gente
- 2004-Por villancicos
- 2005-Diferente
- 2006-40 aniversario
- 2007-Toda una vida
- 2008-Con los cinco sentidos
- 2009-Otro año más
- 2010-Y todo sigue igual
- 2011-Cantando decimos adiós

- Los Romeros de la Puebla en Discogs